# Годзилла против Конга
«Годзи́лла про́тив Ко́нга» (англ. Godzilla vs. Kong) — американский фильм о монстрах режиссёра Адама Вингарда.
Выход в прокат состоялся 24 марта 2021 года. Является четвёртым фильмом Legendary в рамках MonsterVerse, четвёртым фильмом про Годзиллу, снятым Голливудом, а также двенадцатым фильмом в серии Кинг-Конга и тридцать шестым в серии Годзиллы.
Первый трейлер вышел 24 января 2021 года.
Годзилла и Кинг-Конг ранее уже сталкивались на экране в японской ленте 1962 года. Продолжение фильма вышло 29 марта 2024 года в кинотеатрах США и мире.

## Сюжет
Спустя 5 лет после смерти Гидоры Годзилла и Конг являются последними известными активными титанами на поверхности земли. На Острове Черепа климат был дестабилизирован — «Монарх» теперь наблюдает за Конгом, который живёт внутри гигантского купола. Конга навещает Джиа, глухонемая приемная дочь Илен Эндрюс, которая общается с Конгом с помощью языка жестов.
Берни Хейс, сотрудник корпорации «Апекс Кибернетикс» («Apex Cybernetics») и ведущий подкаста «Titan Conspiracy Theory», собирает информацию, предполагающую зловещую деятельность в городе Пенсаколе. Однако Годзилла внезапно нападает на объект; во время нападения Берни обнаруживает устройство, напоминающее ранее использовавшуюся для связи с титанами или управления ими «Орку». Мэдисон Рассел, фанатка подкаста Берни, поручает своему другу Джошу расследовать причину нападения Годзиллы. Вместе они находят Берни и проникают на разрушенную базу «Апекс», обнаруживая секретный объект глубоко под землей. Их случайно запирают и перевозят в контейнере с яйцами черепозавров (рептилий-титанов, которые ранее были обнаружены «Монархом») через подземный туннель в Гонконг. Там они невольно обнаруживают тесты Мехагодзиллы — роботизированной версии Годзиллы, телепатически управляемая сыном покойного Исиро Сэридзавы Реном Сэридзавой через нейронные сети отрубленной головы Гидоры, которую «Apex» сумели сохранить. Тест прерывается из-за ограничений источника питания.
Уолтер Симмонс из Apex рекрутирует Нейтана Линда, бывшего учёного «Монарха», ставшего теоретиком Полой Земли, чтобы помочь им провести их к Полой Земле в поисках мощного источника энергии. Нейтан отправляется на Остров Черепа, встречается с Илен и убеждает её использовать Конга в качестве проводника к источнику энергии. Нейтан, Илен и их команда садятся на модифицированную баржу с прикованным цепью и слегка усмиренным Конгом, однако в середине путешествия Годзилла нападает на военный конвой. Хотя он сражается, но не побеждает Конга, они оба падают под воду, их атакуют ракеты, Годзилла отступает только после того, как корабли прекращают огонь и обманывают его, заставляя думать, что они уничтожены. Понимая, что Годзилла будет продолжать приходить за Конгом, если сочтет его угрозой, они меняют планы и переносят Конга к точке входа в Полую Землю в Антарктиде. Джиа убеждает Конга войти в туннель, и команда следует за ним на специализированных машинах.
Внутри Полой Земли они находят экосистему, похожую на Остров Черепа. Путешествуя по ландшафту, Конг и его команда обнаруживают его родовой тронный зал, изображающий древнюю войну с Годзиллой; они также находят светящийся топор, сделанный из спинных шипов другого монстра рода Годзиллы. Когда они находят источник питания, Конг обнаруживает, что топор может быть заряжен тем же источником. Команда Апекс отправляет сигнатуру источника энергии обратно на свою базу в Гонконге, но Годзилла, почувствовав энергию, появляется там и непосредственно атакует тронный зал через Полую Землю. Конг отбивается от радиоактивного дыхания и последующего вторжения существа, но команда Apex погибает во время боя. Конг и оставшиеся в живых убегают через дыру в Гонконг, где Годзилла и Конг снова сражаются. Несмотря на то, что топор Конга невосприимчив к дыханию, Годзилла хоть и с трудом, но фактически побеждает и выводит Конга из строя, не окончив сражение.
На базе «Apex» обеспокоенный Рен предупреждает Уолтера, что они не испытали новый источник энергии Полой Земли, опасаясь последствий. Но Уолтер игнорирует его просьбы и приказывает ему активировать Мехагодзиллу. Берни, Мэдисон и Джош пойманы охраной и доставлены к Уолтеру. Мехагодзилла выходит из себя под воздействием источника энергии и нейронных сетей Гидоры, а Рена убивает током. Мехагодзилла, одержимый сознанием Гидоры, убивает Уолтера, а затем появляется у подножия Пика Виктория и нападает на город. Пока Джош безуспешно пытается дистанционно отключить неистовствующего робота. Уставший от боя с Конгом Годзилла не может сопротивляться новому противнику. Команде Нейтана удается оживить Конга, а Джиа убеждает его помочь Годзилле. Конг спасает Годзиллу от гибели, но их совместных усилий оказывается недостаточно для победы.
Конг почти убит Мехагодзиллой; однако Джош ненадолго замыкает управление Мехагодзиллы с помощью фляги Берни с ликером и останавливает робота на достаточно долгое время, чтобы Годзилла и Конг пришли в себя. Годзилла заряжает топор своим дыханием, позволяя Конгу полностью уничтожить Мехагодзиллу. Мэдисон, Берни и Джош воссоединяются с Марком Расселом, в то время как Годзилла и Конг признают друг друга, прежде чем разойтись. Некоторое время спустя Илен и Джиа наблюдают за Конгом, который теперь с наблюдательного поста правит Полой Землёй.

## В ролях
| Актёр               | Роль                      |
| ------------------- | ------------------------- |
| Александр Скарсгард | доктор Нэйтан Линд        |
| Милли Бобби Браун   | Мэдисон Расселл           |
| Ребекка Холл        | доктор Илен Эндрюс        |
| Брайан Тайри Генри  | Берни Хейс                |
| Сюн Огури           | Рен Серизава              |
| Эйса Гонсалес       | Майя Симмонс              |
| Джулиан Деннисон    | Джош Валентайн            |
| Кайл Чандлер        | доктор Марк Расселл       |
| Демиан Бишир        | Уолтер Симмонс            |
| Кайли Хоттл         | Джиа                      |
| Лэнс Реддик         | директор Монарха          |
| Конлан Касаль       | охранник Apex Cybernetics |

## Производство
Съёмки начались в ноябре 2018 года.
На создание новой киновселенной продюсеров проекта вдохновил коммерческий успех фильма Warner Bros. и Legendary — «Годзилла», выпущенного в 2014 году. Несмотря на то, что студия Legendary в 2013 году перешла от студии Warner Bros. под крыло к Universal, руководство компании решило, что серия картин о Годзилле будут создаваться в партнёрстве с Warner Bros., которая будет прокатывать Конга как часть этой серии. Проекты, над которыми студии поработают вместе, уже анонсированы. Это «Конг: Остров черепа», который вышел 9 марта 2017 года и боевик «Годзилла 2: Король монстров», выход которого состоялся 31 мая 2019 года. Премьера «Годзиллы против Конга» состоялась в 2021 году. В основу фильма легла некая «экосистема» гигантских супер-существ, как классических, так и новых.
Фильм планировали выпустить в прокат 21 мая 2020 года, но 23 февраля 2019 было объявлено, что во избежание конкуренции по сборам с «Форсажем 9» премьеру перенесли на 13 марта 2020. Однако позже фильм перенесли на 20 ноября 2020 года из-за этих неутешительных сборов Warner Bros. Летом 2020 года было объявлено, что премьера состоится 21 мая 2021 года, но впоследствии была перенесена на 26 марта 2021 года. Первый трейлер вышел 24 января 2021 года.

## Будущее
В феврале 2021 года Вингард заявил о будущем MonsterVerse: «Я знаю, куда мы можем потенциально пойти с будущими фильмами». Однако он отметил, что MonsterVerse был создан «в определённой степени», чтобы прийти именно к «Годзилле против Конга». Он добавил, что MonsterVerse находится на «распутье», заявив: «Это действительно тот момент, когда зрители должны сделать шаг вперёд и проголосовать за большее количество этих вещей. Если этот фильм будет успешным, очевидно, они будут продолжать двигаться дальше».
После успешного проката картины «Годзилла против Конга» киностудия Legendary обсуждает с режиссёром Адамом Вингардом продолжение медиафраншизы «Вселенная монстров».
В мае 2022 года было объявлено о том, что Вингард снимет сиквел, пригласив на роль главного персонажа Дэна Стивенса.
Съёмки начались в июле 2022 года в Голд-Косте, и завершились в ноябре того же года.